# تفضيل الابن في الصين
تفضيل الابن في الصين هو قضية تفضيل بين الجنسين . يمكن تفسير تفضيل الأبناء الذكور من خلال موقف: الاعتقاد بأن الأولاد لديهم قيمة أكبر من البنات، ويمكن تعريفه على أنه تحيز على أساس الجنس أيضًا. ويمكن إظهار هذه الظاهرة في الصين في نسبة الجنس بين الجنسين. يتأثر الدعم المالي الذي يتلقاه الآباء بعد زواج طفلهم بشكل كبير بجنس طفلهم.
قد يكون هذا أحد الأسباب التي تجعل الآباء الصينيين أكثر استعدادًا لإنجاب ابن. كما يؤثر المجتمع الزراعي الصيني على تفضيل الجنس بعمق أيضًا. ومن الواضح أن الزراعة تحتاج إلى القوة البدنية في مجتمع زراعي بدائي. وهكذا، فإن المجتمع الزراعي على المدى الطويل في الصين يمكن أن يفسر هذه الظاهرة. على الرغم من أن الفكر الأبوي الصيني يمكن إرجاعه إلى آلاف السنين، إلا أنه مع تطور الاقتصاد الصيني، فإن إمكانات هذا المفهوم تتفكك تدريجياً.

## تاريخ
يمكن أن يكون أصل تفضيل الابن على البنت في المجتمع الصيني مرتبطًا ببداية المجتمع الأبوي الصيني. كما يمكن أن تكون الزراعة مفتاحًا لفهم تاريخ تفضيلات الأبناء الصينيين. منذ آلاف السنين في الصين، كان معظم الصينيين يفضلون الأبناء على البنات لأن غالبية الذكور لديهم قدرة أكبر على كسب المال أكثر من البنات، خاصة في الاقتصادات الزراعية. عندما يدخل المجتمع البشري إلى المجتمع الأبوي من المجتمع الأمومي ، يحتل الرجال تدريجياً موقعاً مهيمناً في الإنتاج الاجتماعي. لا يمكن للناس أن يتركوا الرجال في الصيد أو تربية الحيوانات أو الحرث أو حتى الشخير.
في معظم الجوانب الدينية، يمكن للذكور الاستمرار في خط الأسرة، ومن حيث العامل المالي، يعتقد معظم الجيل الأكبر سنا في الصين أن الفتيات عادة لا يتحملن أي مسؤولية تجاه أبائهم عندما يتزوجن. لقد كانت الأفكار الأخلاقية المتعلقة بتفوق الذكور على الأنثى موجودة في المجتمع الأبوي. ومع تطور الأخلاق الإقطاعية، تطورت وجهة النظر هذه تدريجيًا وتعمقت في قلوب الناس.
قبل عام 1949، كان يُعتقد أن جوانب معينة من تايجياو (تعليم الجنين) تساعد في ضمان أن يكون الجنين ذكرًا، وقد تقوم النساء الحوامل بزيارة العراف في محاولة لتحديد جنس الجنين.
في جمهورية الصين الشعبية ، قامت مكاتب الحكومة المحلية ووحدات العمل بتأليف أعمال ثقافية مثل الأغاني والدراما في محاولة لقلب الممارسات الثقافية التقليدية التي تعتبر غير متوافقة مع التحديث، مثل تفضيل الابن التقليدي واتجاهات الزواج المبكر وتكوين أسر أكبر. كما استخدمت المحادثات الجماعية والأنشطة الثقافية المنظمة لتحدي هذه التفضيلات التقليدية وحققت بعض النجاح.
ساهم التفضيل التقليدي للابن في الصين في عمليات الإجهاض الانتقائي بسبب جنس الجنين في أعقاب تطوير أجهزة الموجات فوق الصوتية في الثمانينيات وسياسة الطفل الواحد في الصين.  وفي عام 1986، حظرت اللجنة الوطنية لتنظيم الأسرة ووزارة الصحة تحديد جنس الجنين قبل الولادة إلا عند تشخيص الأمراض الوراثية.  وأن أي فرد أو عيادة يقومون بإنتهاك الحظر يتعرضون للغرامات.   حيث تم التأكيد على هذا الحظر مرارًا وتكرارًا في الثمانينيات والتسعينيات وأوائل العقد الأول من القرن الحادي والعشرين.

## الأسباب

### المجتمع الزراعي
يقوم المجتمع الزراعي على إنتاج وصيانة المحاصيل والأراضي الزراعية. ويعد المجتمع الزراعي في الصين أحد العوامل التي تؤثر على تفضيل الأبناء الصينيين. قبل العولمة، خلال عهد أسرة سونغ ومينغ وتشينغ، كانت الصين محاصرة في فترة المجتمع الزراعي. ومن الواضح أن غالبية الأعمال في الزراعة تحتاج إلى قوة الذكور. وعلى الرغم من أن التوسع الحضري قد زاد في العقود الأخيرة في الصين، إلا أن الزراعة لا تزال لها تأثير على التحيز بين الجنسين في هذا البلد. و لا يمكن تغيير الثقافة الاجتماعية الصينية بسهولة. على الرغم من أن الصين طورت اقتصادها بسرعة إلا أن غالبية المزارعين الذين ينتقلون من المناطق الريفية إلى المدن الحضرية ما زالوا يحتفظون بقيمة تفضيل الابن،و في الثقافة الاجتماعية الصينية يجب على الأبناء تحمل المزيد من المسؤولية لتولي الأسرة.

## الامن المالي
الأمن المالي هو أحد الأسباب التي تؤثر على تفضيل الجنس في الصين. في الثقافة الاجتماعية الصينية، في مفاهيم الجيل الأكبر سنا، بمجرد زواج الفتاة من زوجها، سوف تنتمي إلى عائلة الزوج، مما يعني أنها لن تتحمل مسؤولية رعاية والديها بعد الآن، وبالتالي سيكون والداهم قلقين بشأن من يمكنه الاعتناء بهم إذا تزوجت ابنتهم. بشكل عام، يعتقد مفهوم ثقافة المجتمعات الصينية التقليدية أن الأبناء يمكنهم تحمل مسؤولية أسرهم، بدلاً من الفتيات.
وبعبارة أخرى تقليديا يتم توريث دماء الأسرة من قبل الجانب الذكوري، حيث تصبح المرأة بعد زواجها تنتمي إلى عائلة زوجها ومن واجباتها الإهتمام بأهل زوجها بدلاً من والديها. لفترة طويلة من الزمن، كانت "تربية الأطفال لمنع الشيخوخة" هي القانون الحديدي لثقة الناس. في المقابل، ترى العديد من الآراء الصينية أن تربية الابنة تصبح مضيعة للوقت. حتى أن بعض علماء الاجتماع الصينيين يشيرون من منظور المجتمع إلى أنه ليس من العقلاني أن تكون أبويًا ، ولكن بالنسبة للأفراد، لا يزال هذا خيارًا حكيمًا.
وفي السنوات الأخيرة، أصبح عدد سكان الصين أكبر. ولذلك، قامت الحكومة الصينية بتطوير " سياسة الطفل الواحد " من أجل السيطرة على العدد الكبير من السكان في عام 1979. مع تطور التكنولوجيا، قد يعرف الآباء الصينيون جنس أطفالهم، ومن المحتمل أن يستخدموا الإجهاض حسب اختيار الجنس للتأكد من إنجابهم ذكورًا. في رأي الأجيال الأكبر سنا في الصين، من المحتمل أن يحصلوا على دعم مالي حتى لو تزوج أبناؤهم.